# Gomes Eanes de Azurara
Gomes Eanes de Azurara, portugiesisch Gomes Eanes de Zurara (* um 1410 in Azurara bei Vila do Conde; † 1474) war ein portugiesischer Historiker.
Azurara war ein Mitarbeiter von Fernão Lopes und wurde 1454 als dessen Nachfolger königlicher Chronist (Cronista-mor). Azurara setzte mit seinem Werk Crónica da tomada de Ceuta (Chronik der Einnahme von Ceuta) die unvollständige Beschreibung der Herrschaft des portugiesischen Königs Johann I. von Lopes fort. Das Werk behandelt die Eroberung der moslemischen Küstenstädte Nordafrikas. Azuraras Meisterwerk ist die Crónica do descobrimento e conquista da Guiné (Chronik der Entdeckung und Eroberung von Guinea), die erste Beschreibung der portugiesischen Entdeckungsfahrten und eine Lobeshymne auf die Rolle Heinrich des Seefahrers.

## Schriften
- Chronica del Rei D. Joam I de boa memória. Terceira parte em que se contam a Tomada de Ceuta. Lissabon 1644.
- Chronica do Descobrimento e Conquista da Guiné. Paris 1841.
  - Englische Ausgabe von Edgar Prestage: The Chronicle of the Discovery and Conquest of Guinea, in 2 Bänden, Hrsg. Hakluyt Society (First Series 95 & 100), London, 1896–1899.
- Chronica do Conde D. Pedro de Menezes. Gedruckt in: Inéditos de Historia Portugueza, vol. ii (Lissabon, 1792).
- Chronica do Conde D. Duarte de Menezes. Gedruckt in: Inéditos de Historia Portugueza. Bd. iii, Lissabon 1793.
- Crónica da tomada de Ceuta.